# Стварно нестварно
Стварно нестварно је седаманести студијски албум Парног ваљка објављен крајем септембра 2011. године. Ради промоције албума организована је турнеја под називом „Вјеруј, ту сам човјек“, која је започета 4. новембра концертом у Сплиту.
Албум отвара песма „Након свих година“ која је објављена 2009, а први спот након изласка албума снимљен је за песму „Вјеруј“.
Посетиоцима серије акустичних концерата одржаних у београдском Сава центру од 8. марта до 12. марта 2012. било је омогућено да албум „Стварно нестварно“ преузму са званичне интернет странице групе, захваљујући јединственом бар-коду који је био штампан на улазницама.

## Списак песама
1. „Након свих година“
2. „Вјеруј“
3. „Свијет је данас луд“
4. „За све сам крив што нисам“
5. „Стварно нестварно“
6. „Краљ илузија“
7. „Алелуја (Ја још вјерујем у нас)“
8. „Истина“
9. „Љубав је дрога“
10. „То сам стварно ја“